# Саарян, Валерий Вардазарович
Валерий Вардазарович Саарян (арм. Վալերի Վարդազարի Սահարյան; род. 21 июня 1978, Томск, Томская область) — армянский деятель телевидения, основатель и генеральный продюсер «Армения Продакшн». Почетный академик Академии телевидения и радио Армении. Награждён Серебряным крестом Союза Армян России,

## Биография
Родился 21 Июня 1978 года в Томске. Получил высшее образование по специальности «юрист».
Отец — Вардазар Дереникович Саарян (Заслуженный энергетик Российской Федерации), мать — Рузанна Миграновна Саарян (Заслуженный энергетик Российской Федерации), брат — Андраник Вардазарович Саарян.
Женат, двое детей. Жена — Гоар Грантовна Саарян, сын Нарек (род. 2001), дочь Ева (род. 2006)

## Профессиональная карьера
- 1996—1998 гг. — МГТРК «МИР» — корреспондент.
- С 1996 г. — член Союза журналистов Армении.
- 1999—2001 гг. — ИД «Пушкинская площадь» — руководитель отдела развития региональной сети.
- 2000—2001 гг. — советник Олега Попцова (телеканал ТВЦ).
- В 2000 г. основал продюсерскую компанию «Армения Продакшн».
- В 2001 г. возглавил мероприятия, организованные в честь 1700-летия принятия Христианства в Армении (Москва).
- В 2003 г. основал конкурс молодых исполнителей «Песня года Армении».
- В 2004 г. основал ежегодную профессиональную музыкальную премию в области армянской музыкальной индустрии Armenia Music Awards, известную прежде под названиями «Анелик» и «Ташир».
- В 2007 г. вместе с Гевондом и Сариком Андреасянами основал программу «Бла Бла Шоу», выходившую с 2008 года на РЕН ТВ.
- 2009 г. — почётный академик Академии телевидения и радио Армении.
- 2009 г. — продюсер певицы Евы Ривас, в 2010 году был организатором её выступления на Евровидении в Осло.
- 2011 г. — участие в создании фильма режиссёра Сарика Андриасяна «С новым годом, мамы!».
- В 2012 г. основал кинопродюсерскую компанию «AP Cinema». В том же году по его приглашению в Армению и Россию нанёс визиты актёр Ален Делон[1]
- В 2013 г. запустил проект художественного фильма, посвященного геноциду армян, с участием мировых звёзд. Снял фильм «Пациент» о биографии армянского композитора Комитаса.
- В 2014 году был награждён серебряным крестом Союза Армян России за многолетнюю и добросовестную работу и огромный вклад в культуру. В том же году назначен представителем независимой международной кинокомпании KnightsBridge Entertainment в Европе и на Ближнем Востоке. С 2015 года член состава директоров KnightsBridge Entertainment[2].